# Onna-bugeisha

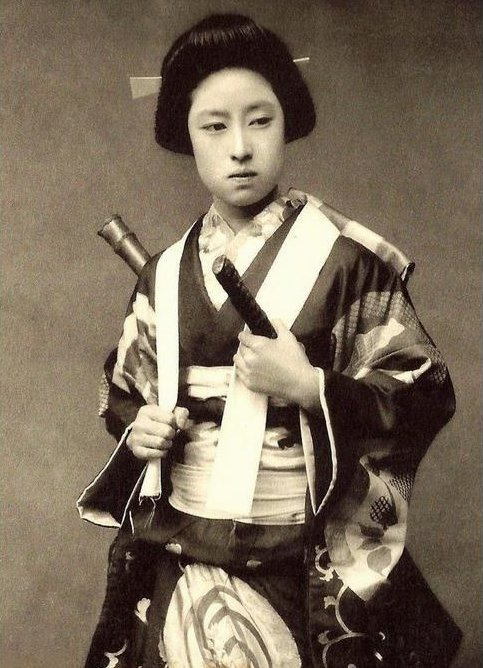
Zdjęcie nieznanej wojowniczki onna-bugeisha, prawdopodobnie aktorki

Onna-bugeisha (jap. 女武芸者; mistrzyni sztuk walki, wojowniczka) – historyczne określenie japońskich wojowniczek, kobiet walczących w bitwach obok samurajów. W feudalnej Japonii należały do klasy bushi (wojowników) i były wyszkolone w użyciu broni. Za najbardziej znane wojowniczki uchodzą: Tomoe Gozen, Takeko Nakano.

## Historia

### Prehistoria
W japońskim społeczeństwie feudalnym, już w czasach starożytnych, zdarzały się przypadki kobiet biorących udział w wojnach. Zazwyczaj były szkolone w użyciu takich broni, jak: naginata, kaiken oraz krótkie miecze i sztylety (tantō-jutsu). Wyszkolone wojowniczki miały zapewniać ochronę w społecznościach, w których nie było męskich wojowników. Jedna z takich kobiet, w późniejszym czasie cesarzowa Jingū (ok. 169–269) poprowadziła japońską inwazję na Koreę w 200 n.e. po śmierci w bitwie jej męża, czternastego cesarza Japonii, Chūai. Według legendy, w cudowny sposób doprowadziła do zdobycia Korei bez rozlania kropli krwi. W 1881 roku jej podobizna została użyta na japońskich banknotach. Była pierwszą kobietą w Japonii uhonorowaną w taki sposób.
Pomimo zasług cesarzowej, w okresie Heian, jak i później kobiety były rzadkością na polach bitew. Ówczesne japońskie ideały piękności pielęgnowały wizerunek kobiety jako słabej i bezsilnej, co w oczywisty sposób stało w sprzeczności z wizerunkiem wojowniczek.

### Okres Kamakura

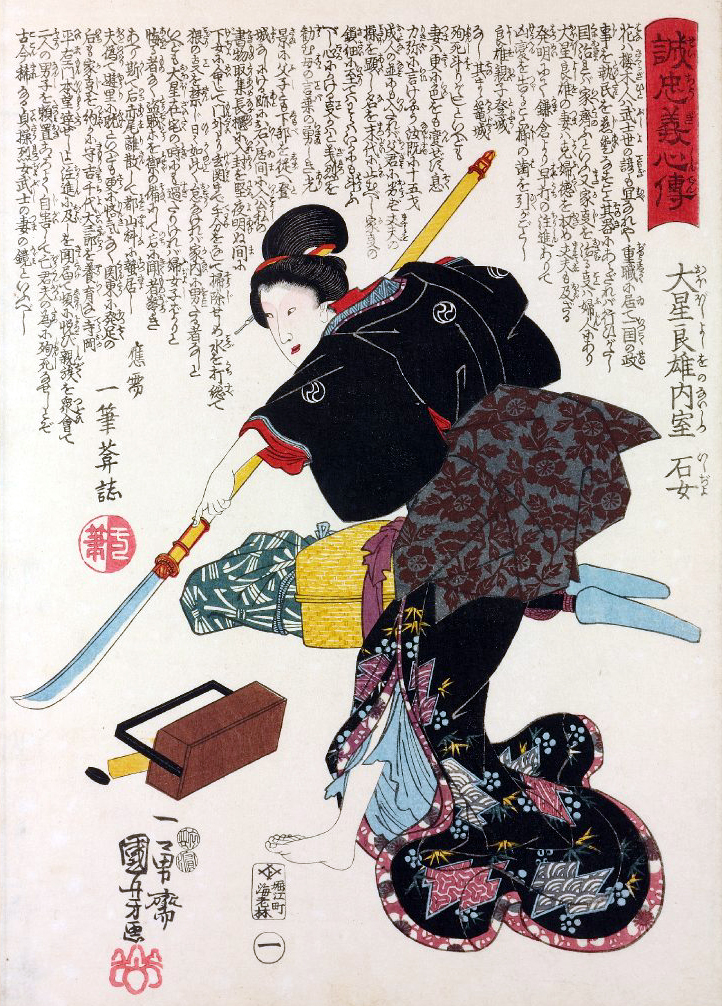
Ishi-jo z naginatą

Legendarną wojowniczką z czasów wojny Gempei była Tomoe Gozen, służąca Yoshinaki Minamoto. Tomoe była opisywana jako niezwykle piękna, inteligentna i bojowa. Była znakomitą łuczniczką i świetnie jeździła konno. Według jednego z przekazów historycznych, przewodząc 500 samurajom Tomoe, poprowadziła ich do boju przeciwko ponad 2000 wojowników i była jedną z pięciu osób, które przeżyły bitwę. Jej ostateczny los nie jest znany, ale niekwestionowany jest jej wpływ na naginata-jutsu oraz sztukę. Wzmianki o niej pojawiają się w japońskim teatrze, a jej podobizny zdobią różnorakie ukiyo-e.
Kolejną „kobietą-samurajem” była Hangaku Gozen, która w 1201 dowodziła obroną fortu Torisakayama przed przeważającymi siłami wroga. Walcząca w czasie decydującej i przegranej bitwy, Hangaku została ranna. Jej waleczność miała zrobić tak wielkie wrażenie na jej przeciwnikach, że niektórzy z nich, którzy wcześniej z nią walczyli, prosili o jej rękę.
Pierwszą onna-bugeisha, która miała także znaczący wpływ na politykę była Masako Hōjō, żona Yoritomo Minamoto. Po śmierci Minamoto została buddyjską mniszką i służyła jako doradczyni swoich synów: Yoriie Minamoto i Sanetomo Minamoto.
Dzięki staraniom Hōjō zmieniono XIII-wieczne japońskie prawa, pozwalając kobietom dziedziczyć majątki na równi z mężczyznami i otrzymały one prawa do posiadania własności. Pomimo że w starożytnej Japonii podstawową rolą kobiet było wsparcie ich mężów i rodzin, Hōjō dała kobietom znacznie więcej wolności. Od kobiet oczekiwano także, aby stawały z bronią w ręku w czasach wojny do obrony ich domów, w czasie gdy ich mężowie opuszczali domy udając się na kampanie wojenne.

### Okresy Edo i późniejsze
W późniejszych czasach, rola i status wojowniczek onna-bugeisha zostały obniżone. Rosnące wpływy neokonfucjanizmu i ówczesne zmiany społeczne spowodowały, że samurajowie nie byli już przede wszystkim wojownikami, ale przejęli rolę biurokratów. Kobiety, szczególnie z wysoko postawionych rodzin, były używane do celów politycznych i zawierania politycznych małżeństw. Ideały onna-bugeisha zostały stopniowo zastąpione przez znacznie bardziej pasywne i ciche posłuszeństwo wobec mężczyzn. W okresie Edo wojowniczki zostały pozbawione wielu praw, były szykanowane przez urzędników i mogły poruszać się tylko w towarzystwie mężczyzn.

## Uzbrojenie
Najpopularniejszą bronią onna-bugeisha była naginata, konwencjonalna broń drzewcowa, w sprawnych rękach pozwalająca zniwelować fizyczną przewagę jaką mieli mężczyźni nad zazwyczaj mniejszymi i słabszymi kobietami. Wojowniczki używały zazwyczaj nieco mniejszej wersji tej broni, zwanej w jej żeńskiej odmianie jako ko-naginata.
Bardzo ważną bronią był sztylet kaiken o długości do około 25 centymetrów. Zazwyczaj był używany do obrony w przypadku walki w pomieszczeniach z małą swobodą ruchu, mógł być także używany do wykonania rytualnego samobójstwa.
Wszystkie wojowniczki były szkolone w umiejętności walki krótkim mieczem i sztyletem (tantō-jutsu).
W treningu wojowniczek duży nacisk kładziono na obronę ich domów w czasie wojen i zamieszek, musiały one sprawnie posługiwać się łukami pozwalającymi na rażenie agresorów z pozycji obronnych.